# Persone di nome Alois
| Questa pagina contiene informazioni ricavate automaticamente dalle voci biografiche con l'ausilio del template Bio e di un bot. L'aggiornamento è periodico e automatico e ricostruisce completamente la pagina. Se manca una persona in questa lista, sei pregato di non aggiungerla, ma accertati piuttosto che la sua voce biografica contenga il template Bio e che i dati anagrafici siano correttamente compilati. Se il template Bio manca, inseriscilo tu stesso o, in alternativa, metti l'avviso {{tmp\|Bio}} che ne segnala la mancanza. Se i dati riportati sono sbagliati, correggi direttamente la voce biografica; le modifiche saranno visibili in questa lista entro pochi giorni. Per chiarimenti vedi il progetto antroponimi. La lista contiene solo le 83 persone che sono citate nell'enciclopedia e per le quali è stato implementato correttamente il template Bio. Pagina aggiornata al 16 ott 2024. |

Questa è una lista di persone presenti nell'enciclopedia che hanno il prenome Alois, suddivise per attività principale.

## Allenatori di calcio(2)
- Alois Reinhardt, allenatore di calcio e ex calciatore tedesco (Höchstadt a.d.Aisch, n. 1961)
- Alois Schwartz, allenatore di calcio tedesco (Nürtingen, n. 1967)

## Allenatori di pallacanestro(1)
- Alois Brabec, allenatore di pallacanestro cecoslovacco (n. 1933 - Karlovy Vary, † 2016)

## Arabisti(1)
- Alois Musil, arabista, esploratore e scrittore ceco (Rychtářov, n. 1868 - Otryby, † 1944)

## Arcivescovi cattolici(1)
- Alois Kothgasser, arcivescovo cattolico austriaco (Sankt Stefan im Rosental, n. 1937 - Salisburgo, † 2024)

## Astronomi(1)
- Alois Paroubek, astronomo cecoslovacco

## Aviatori(1)
- Alois Rodlauer, aviatore austro-ungarico (Linz, n. 1897 - † 1975)

## Biatleti(1)
- Alois Reiter, ex biatleta tedesco occidentale (n. 1968)

## Calciatori(12)
- Alois Bunjira, ex calciatore zimbabwese (Chitungwiza, n. 1975)
- Aloïs Confais, calciatore francese (Évreux, n. 1996)
- Alois Grussmann, ex calciatore cecoslovacco (Ostrava, n. 1964)
- Alois Höller, calciatore austriaco (n. 1989)
- Alois Jagodic, ex calciatore austriaco (n. 1946)
- Alois Jaroš, calciatore austriaco (n. 1930 - † 2012)
- Alois Jonák, calciatore cecoslovacco (Plzeň, n. 1925 - † 1999)
- Alois Kovařovič, calciatore boemo (n. 1886 - † 1970)
- Alois Kwietek, calciatore austriaco (n. 1888 - † 1967)
- Alois Mourek, calciatore cecoslovacco (n. 1903 - † 1988)
- Alois Müller, calciatore austriaco (Stockerau, n. 1890 - Vienna, † 1969)
- Dominik Oroz, calciatore croato (Vienna, n. 2000)

## Canottieri(1)
- Alois Bierl, ex canottiere tedesco (Waldmünchen, n. 1943)

## Cantanti(1)
- Alois Mühlbacher, cantante austriaco (Hinterstoder, n. 1995)

## Cardinali(1)
- Alois Grillmeier, cardinale tedesco (Pechbrunn, n. 1910 - Unterhaching, † 1998)

## Cavalieri(1)
- Alois Podhajsky, cavaliere austriaco (Mostar, n. 1898 - Vienna, † 1973)

## Cestisti(2)
- Alois Dvořáček, cestista cecoslovacco (Praga, n. 1909)
- Alo Suurna, cestista estone (Tartu, n. 1913 - Köping, † 2008)

## Ciclisti su strada(2)
- Alois De Hertog, ciclista su strada belga (Anversa, n. 1927 - Anversa, † 1993)
- Alois Kaňkovský, ex ciclista su strada e pistard ceco (Bělkovice-Lašťany, n. 1983)

## Compositori(1)
- Alois Hába, compositore ceco (Vizovice, n. 1893 - Praga, † 1973)

## Compositori di scacchi(1)
- Alois Wotawa, compositore di scacchi austriaco (Vienna, n. 1896 - Vienna, † 1970)

## Discoboli(1)
- Alois Hannecker, ex discobolo tedesco (Monaco di Baviera, n. 1961)

## Filosofi(2)
- Alois Höfler, filosofo e psicologo austriaco (Kirchdorf, n. 1853 - Vienna, † 1922)
- Alois Riehl, filosofo austriaco (Bolzano, n. 1844 - Berlino, † 1924)

## Fondisti(1)
- Alois Stadlober, ex fondista austriaco (Judenburg, n. 1962)

## Fotografi(1)
- Alois Beer, fotografo austriaco (Budapest, n. 1840 - Klagenfurt am Wörthersee, † 1916)

## Generali(3)
- Alois Eliáš, generale e politico cecoslovacco (Praga, n. 1890 - Praga, † 1942)
- Alois von Gavasini, generale austriaco (Bonn, n. 1762 - Klagenfurt, † 1834)
- Alois Pokorny von Fürstenschild, generale austriaco (Třebíč, n. 1811 - Jihlava, † 1876)

## Ginnasti(1)
- Alois Hudec, ginnasta cecoslovacco (Račice, n. 1908 - Praga, † 1997)

## Giuristi(1)
- Alois von Brinz, giurista e politico tedesco (Weiler-Simmerberg, n. 1820 - Monaco di Baviera, † 1887)

## Hockeisti su ghiaccio(1)
- Alois Schloder, ex hockeista su ghiaccio tedesco (Landshut, n. 1947)

## Ingegneri(2)
- Alois Meichsner von Meichsenau, ingegnere e architetto croato (Monza, n. 1847 - Zara, † 1916)
- Alois Šmolík, ingegnere aeronautico cecoslovacco (Býšovec, n. 1897 - Brno, † 1945)

## Linguisti(1)
- Alois Walde, linguista austriaco (Innsbruck, n. 1869 - Innsbruck, † 1924)

## Militari(6)
- Alois Brunner, militare e criminale di guerra austriaco (Rohrbrunn, n. 1912 - Damasco)
- Alois Estermann, ufficiale svizzero (Gunzwil, n. 1954 - Città del Vaticano, † 1998)
- Alois Hitler, militare austriaco (Strones, n. 1837 - Linz, † 1903)
- Alois Irlmaier, militare tedesco (Siegsdorf, n. 1894 - Freilassing, † 1959)
- Alois Puff, militare e politico austriaco (Gries-San Quirino, n. 1890 - Bolzano, † 1973)
- Alois Stoeckl, militare tedesco (Mühldorf, n. 1895 - Regno Unito, † 1940)

## Missionari(1)
- Alois Haene, missionario e vescovo cattolico svizzero (Kirchberg, n. 1910 - Driefontein, † 1999)

## Monaci cristiani(1)
- Alois Löser, monaco cristiano tedesco (Nördlingen, n. 1954)

## Nobili(2)
- Alois Jozef Krakovský z Kolovrat, nobile e arcivescovo cattolico ceco (Praga, n. 1759 - Praga, † 1833)
- Alois Josef Schrenk, nobile e arcivescovo cattolico ceco (Zbenice, n. 1802 - Praga, † 1849)

## Nuotatori(1)
- Alois Anderle, nuotatore austriaco (Vienna, n. 1869 - Manhattan, † 1929)

## Pallamanisti(1)
- Alois Schnabel, pallamanista austriaco (Vienna, n. 1910 - † 1982)

## Pattinatori artistici su ghiaccio(1)
- Alois Lutz, pattinatore artistico su ghiaccio austriaco (Vienna, n. 1898 - † 1918)

## Pediatri(1)
- Alois Monti, pediatra austriaco (Abbiategrasso, n. 1839 - Vienna, † 1909)

## Pittori(3)
- Alois Carigiet, pittore, disegnatore e scrittore svizzero (Trun, n. 1902 - Trun, † 1985)
- Alois Delug, pittore austriaco (Bolzano, n. 1859 - Vienna, † 1930)
- Alois Kirnig, pittore ceco (Praga, n. 1840 - Praga, † 1911)

## Politici(7)
- Alois Lexa von Aehrenthal, politico e diplomatico austriaco (Gross-Skal, n. 1854 - Vienna, † 1912)
- Alois Mock, politico austriaco (Euratsfeld, n. 1934 - Vienna, † 2017)
- Alois Partl, politico austriaco (Kematen in Tirol, n. 1929)
- Alois Pupp, politico italiano (Antermoia, n. 1900 - Bressanone, † 1969)
- Alois Ugarte, politico e nobile boemo (Brno, n. 1784 - Brno, † 1845)
- Alois Ugarte, politico e nobile boemo (Graz, n. 1749 - Graz, † 1817)
- Alois Wyrsch, politico svizzero (n. 1825 - † 1888)

## Presbiteri(1)
- Alois Pompanin, presbitero italiano (Cortina d'Ampezzo, n. 1889 - Bressanone, † 1966)

## Registi(1)
- Luis Trenker, regista, attore e alpinista italiano (Ortisei, n. 1892 - Bolzano, † 1990)

## Saltatori con gli sci(1)
- Alois Lipburger, saltatore con gli sci austriaco (Andelsbuch, n. 1956 - Füssen, † 2001)

## Sciatori alpini(2)
- Alois Morgenstern, ex sciatore alpino austriaco (Spittal an der Drau, n. 1954)
- Alois Vogl, ex sciatore alpino tedesco (Neukirchen beim Heiligen Blut, n. 1972)

## Sciatori nordici(1)
- Alois Kälin, ex sciatore nordico svizzero (Einsiedeln, n. 1939)

## Scrittori(2)
- Alois Jirásek, scrittore e politico ceco (Hronov, n. 1851 - Praga, † 1930)
- Alois Mrštík, scrittore e drammaturgo ceco (Jimramov, n. 1861 - Brno, † 1925)

## Sindacalisti(1)
- Alois Pfeiffer, sindacalista e politico tedesco (Bauerbach, n. 1924 - Bauerbach, † 1987)

## Storici dell'arte(1)
- Alois Riegl, storico dell'arte austriaco (Linz, n. 1858 - Vienna, † 1905)

## Tipografi(1)
- Alois von Beckh-Widmanstätten, tipografo e scienziato austriaco (Graz, n. 1754 - Vienna, † 1849)

## Vescovi cattolici(3)
- Alois Hudal, vescovo cattolico austriaco (Graz, n. 1885 - Roma, † 1963)
- Alois Scheiwiler, vescovo cattolico svizzero (n. 1872 - † 1938)
- Alois Schwarz, vescovo cattolico austriaco (Hollenthon, n. 1952)

## Violinisti(1)
- Simon Franz Molitor, violinista, chitarrista e compositore austriaco (Neckarsulm, n. 1766 - Vienna, † 1848)